# Andrea Henkel
Andrea Henkel (Ilmenau, 10 dicembre 1977) è un'ex biatleta tedesca.
Sorella della fondista medaglia d'oro olimpica Manuela e moglie del biatleta statunitense Tim Burke, è stata una delle pochissime biatlete capaci di vincere le tre competizioni più importanti a livello individuale (Olimpiadi, Coppa del Mondo e Mondiali). Nella sua carriera ha vinto titoli iridati, sia a livello juniores che assoluto, in tutte le specialità a cui ha preso parte, eccezion fatta per la staffetta mista, nella quale ha comunque conquistato un argento e un bronzo.

## Biografia

### Stagioni 1999-2007
La Henkel cominciò a praticare il biathlon a livello agonistico nel 1989, all'età di dodici anni. Dal 1999, anno della sua prima gara in Coppa del Mondo e del suo debutto iridato, fu membro stabile della formazione tedesca. Nello stesso anno conquistò le sue prime vittorie in Coppa, una staffetta a Oberhof e, a livello individuale, la partenza in linea di Osrblie/Pokljuka.
Ai XIX Giochi olimpici invernali di Salt Lake City 2002, sua prima partecipazione olimpica, conquistò due medaglie d'oro, nell'individuale e nella staffetta (23ª nella sprint, 13ª nell'inseguimento). Quattro anni dopo, a Torino 2006, si classificò 4ª nell'individuale e 13ª nella partenza in linea e vinse l'argento nella staffetta.
Nella stagione 2006-2007 vinse la classifica generale di Coppa del Mondo davanti alla connazionale Kati Wilhelm e alla svedese Anna Carin Olofsson, risolvendo la contesa soltanto dopo l'ultima gara della stagione. Decisiva per l'assegnazione fu infatti la questione degli scarti, poiché nell'assegnazione del trofeo si doveva tener conto solamente dei migliori 24 risultati della stagione: quindi pur avendo ottenuto complessivamente meno punti delle altre due antagoniste, riuscì a far sua la coppa di cristallo. Nello stesso anno ha conquistato anche la Coppa di specialità dell'individuale.

### Stagioni 2008-2014
Nella stagione 2007-2008 non riuscì a difendere la Coppa del Mondo, chiudendo al terzo posto in classifica, ma ai Mondiali di Östersund vinse tre medaglie d'oro (sprint, inseguimento e staffetta). Nell'edizione iridata dell'anno dopo, Pyeongchang 2009, arricchì il suo palmarès con un argento e un bronzo, nelle due staffette.
Ai XXI Giochi olimpici invernali di Vancouver 2010 vinse il bronzo nella staffetta e si classificò 27ª nella sprint, 6ª nell'individuale, 10ª nell'inseguimento e 9ª nella partenza in linea. Nella stagione seguente, 2010-2011, tornò a competere per la Coppa del Mondo generale, chiudendo al secondo posto; ai Mondiali di Chanty-Mansijsk vinse nuovamente l'oro nella staffetta, risultato replicato nella rassegna iridata di Ruhpolding 2012 nella quale vinse anche il bronzo nella staffetta mista.
Nel 2013, ai Mondiali di Nové Město na Moravě, tornò a vincere una medaglia individuale (argento nell'individuale) e chiuse la stagione di Coppa al terzo posto. Ai XXII Giochi olimpici invernali di Soči 2014 si classificò 22ª nella sprint, 29ª nell'inseguimento, 17ª nella partenza in linea e 11ª nella staffetta; annunciò il ritiro al termine di quella stessa stagione 2014.

## Palmarès

### Olimpiadi
- 4 medaglie:
  - 2 ori (individuale[5], staffetta[5] a Salt Lake City 2002)
  - 1 argento (staffetta[5] a Torino 2006)
  - 1 bronzo (staffetta[5] a Vancouver 2010)

### Mondiali
- 16 medaglie:
  - 8 ori (individuale[5] a Hochfilzen/Chanty-Mansijsk 2005; partenza in linea[5], staffetta[5] ad Anterselva 2007; sprint[5], inseguimento[5], staffetta[5] a Östersund 2008; staffetta[5] a Chanty-Mansijsk 2011; staffetta[5] a Ruhpolding 2012)
  - 6 argenti (staffetta[5] a Oslo/Lahti 2000; staffetta[5] a Pokljuka 2001; staffetta[5] a Hochfilzen/Chanty-Mansijsk 2005; staffetta[5] a Pyeongchang 2009; staffetta mista[5] a Chanty-Mansijsk 2011; individuale[5] a Nové Město na Moravě 2013)
  - 2 bronzi (staffetta mista a Pyeongchang 2009; staffetta mista[5] a Ruhpolding 2012)

### Mondiali juniores
- 8 medaglie:
  - 4 ori (individuale, staffetta, gara a squadre a Kontiolahti 1996[6]; sprint a Forni Avoltri 1997)
  - 2 argenti (staffetta ad Andermatt 1995[6]; staffetta a Forni Avoltri 1997)
  - 2 bronzi (sprint ad Andermatt 1995[6]; gara a squadre a Forni Avoltri 1997[6])

### Coppa del Mondo
- Vincitrice della Coppa del Mondo nel 2007
- Vincitrice della Coppa del Mondo di individuale nel 2007
- 86 podi (53 individuali, 33 a squadre), oltre a quelli conquistati in sede olimpica e iridata e validi anche ai fini della Coppa del Mondo:
  - 36 vittorie (17 individuali, 19 a squadre)
  - 31 secondi posti (19 individuali, 12 a squadre)
  - 19 terzi posti (17 individuali, 2 a squadre)

#### Coppa del Mondo - vittorie
| Data             | Località                | Nazione              | Specialità                                                         |
| ---------------- | ----------------------- | -------------------- | ------------------------------------------------------------------ |
| 10 gennaio 1999  | Oberhof                 | Germania             | RL (con Uschi Disl, Simone Greiner-Petter-Memm e Martina Zellner)  |
| 19 dicembre 1999 | Osrblie/Pokljuka        | Slovacchia/ Slovenia | MS                                                                 |
| 14 gennaio 2000  | Ruhpolding              | Germania             | RL (con Uschi Disl, Katrin Apel e Martina Zellner)                 |
| 22 gennaio 2000  | Anterselva              | Italia               | PU                                                                 |
| 23 gennaio 2000  | Anterselva              | Italia               | RL (con Martina Beck, Katrin Apel e Martina Zellner)               |
| 10 marzo 2000    | Lahti                   | Finlandia            | RL (con Uschi Disl, Katrin Apel e Martina Zellner)                 |
| 10 dicembre 2000 | Pokljuka/Anterselva     | Slovenia/ Italia     | RL (con Uschi Disl, Kati Wilhelm e Katrin Apel)                    |
| 14 dicembre 2001 | Pokljuka                | Slovenia             | RL (con Katrin Apel, Janet Klein e Kati Wilhelm)                   |
| 10 gennaio 2003  | Oberhof                 | Germania             | RL (con Katrin Apel, Uschi Disl e Kati Wilhelm)                    |
| 6 gennaio 2005   | Oberhof                 | Germania             | RL (con Uschi Disl, Katrin Apel e Kati Wilhelm)                    |
| 8 dicembre 2006  | Hochfilzen              | Austria              | SP                                                                 |
| 9 dicembre 2006  | Hochfilzen              | Austria              | PU                                                                 |
| 13 dicembre 2006 | Hochfilzen              | Austria              | IN                                                                 |
| 28 febbraio 2007 | Lahti                   | Finlandia            | IN                                                                 |
| 8 marzo 2007     | Oslo Holmenkollen       | Norvegia             | SP                                                                 |
| 9 dicembre 2007  | Hochfilzen              | Austria              | RL (con Martina Beck, Simone Hauswald e Kati Wilhelm)              |
| 16 dicembre 2007 | Pokljuka                | Slovenia             | RL (con Martina Beck, Sabrina Buchholz e Magdalena Neuner)         |
| 3 gennaio 2008   | Oberhof                 | Germania             | RL (con Simone Hauswald, Kathrin Hitzer e Kati Wilhelm)            |
| 19 gennaio 2008  | Anterselva              | Italia               | PU                                                                 |
| 20 gennaio 2008  | Anterselva              | Italia               | MS                                                                 |
| 21 dicembre 2008 | Hochfilzen              | Austria              | RL (con Simone Hauswald, Magdalena Neuner e Kathrin Hitzer)        |
| 9 gennaio 2009   | Oberhof                 | Germania             | SP                                                                 |
| 14 gennaio 2009  | Ruhpolding              | Germania             | RL (con Kati Wilhelm, Kathrin Hitzer e Magdalena Neuner)           |
| 14 marzo 2009    | Vancouver Whistler      | Canada               | RL (con Kati Wilhelm, Magdalena Neuner e Martina Beck)             |
| 21 marzo 2009    | Trondheim               | Norvegia             | PU                                                                 |
| 6 dicembre 2009  | Östersund               | Svezia               | RL (con Martina Beck, Simone Hauswald e Kati Wilhelm)              |
| 10 gennaio 2010  | Oberhof                 | Germania             | MS                                                                 |
| 24 gennaio 2010  | Anterselva              | Italia               | PU                                                                 |
| 11 dicembre 2010 | Hochfilzen              | Austria              | RL (con Kathrin Hitzer, Magdalena Neuner e Sabrina Buchholz)       |
| 11 febbraio 2011 | Fort Kent               | Stati Uniti          | SP                                                                 |
| 12 febbraio 2011 | Fort Kent               | Stati Uniti          | PU                                                                 |
| 5 febbraio 2012  | Oslo Holmenkollen       | Norvegia             | MS                                                                 |
| 20 gennaio 2013  | Anterselva              | Italia               | RL (con Franziska Hildebrand, Miriam Gössner e Nadine Horchler)    |
| 10 marzo 2013    | Soči Krasnaja Poljana   | Russia               | RL (con Evi Sachenbacher-Stehle, Miriam Gössner e Laura Dahlmeier) |
| 12 dicembre 2013 | Annecy Le Grand-Bornand | Francia              | RL (con Franziska Preuß, Franziska Hildebrand e Laura Dahlmeier)   |
| 18 gennaio 2014  | Anterselva              | Italia               | PU                                                                 |

Legenda:

IN = individuale

SP = sprint

PU = inseguimento

MS = partenza in linea

RL = staffetta

## Riconoscimenti
- Medaglia Holmenkollen nel 2011